# Mega Man Fully Charged
Mega Man: Fully Charged es una serie de televisión animada basada en la serie de videojuegos japonesa del mismo nombre por Capcom y es desarrollado por el hombre de Estudios de acción y producido por Dentsu entretenimiento EE. UU., DHX Studios y Film Roman de Cartoon Network (EE. UU.), Family Chrgd (Canadá) y Disney Channel (Internacional). El espectáculo se basa en la serie Classic, en lugar de las otras variaciones de la franquicia de videojuegos tales como Mega Man X o Mega Man Battle Network. Está previsto su estreno en Cartoon Network en los Estados Unidos, en Family Chrgd en Canadá, Clan TVE en España y Disney Channel en los Países Internacional en algún momento de 2018.
Es la segunda serie de Mega Man TV en salir al aire en Cartoon Network siguiendo el breve plazo de Mega Man Star Force en 2007. En mayo de 2018 La revista Nintendo Life informó que la serie se llamará Mega Man: Fully Charged.

## Sinopsis
Aki Light es un optimista y colegial robot regular. Vive en el mundo futurista de Silicon City, co-habitado por robots y humanos. Pero este niño robot tiene un secreto ... En lo profundo de sus protocolos de mentiras de programación tiene un poder que le puede transformar en el poderoso héroe, Mega Man. Cuando el sargento de villano Noche y su malvado equipo de Robot Masters emerge con malos propósitos, Mega Man se dedica a la protección de los ciudadanos de Silicon City equipado con su Mega cañón de brazo Buster y la capacidad de absorber los poderes, él también es ayudado por otros personajes como Rush el perro y Mega Mini. 
- Datos: Q25203223